# قسم ليجاركي حسن رود الريفي (مقاطعة بندر انزلي)
قسم لیجارکي حسن رود الريفي (بالفارسية: دهستان لیچارگی حسن رود) هي منطقة ريفية تقع في إيران في قسم لیجارکي حسن رود الريفي. يقدر عدد سكانها بـ 7,335 نسمة .